# Zona conurbada de Sahuayo
La zona conurbada de Sahuayo es una de las 22 zonas conurbadas delimitadas por la SEDATU, el CONAPO y el INEGI, resultado de la unión entre el municipio de Sahuayo y el municipio de Jiquilpan. Cuenta con una población de 114 635 habitantes de acuerdo al censo del INEGI del año 2020.
Asimismo, es reconocida como «zona metropolitana» por el estado de Michoacán sin el amparo del gobierno federal. A diferencia de la delimitación federal, la estatal incluye a los municipios de Venustiano Carranza y Villamar, lo que incrementa su superficie a 949.1 km² y su población total a 153 968 habitantes.

## Delimitación
En el año 2023, la SEDATU, el CONAPO y el INEGI dividieron las áreas metropolitanas del país en tres nuevas categorías: zonas metropolitanas, metrópolis municipales y zonas conurbadas. Por primera vez, Sahuayo se incluyó en esta última categoría, junto con Jiquilpan.
Para el estado de Michoacán, desde el 15 de abril de 2009 forma parte de sus cinco zonas metropolitanas, creadas para el «Plan Estatal de Desarrollo 2008-2012» bajo el amparo de su propia constitución política, con la diferencia de que se integran también a los municipios de Venustiano Carranza y Villamar, sin embargo, esto no cuenta con el reconocimiento del gobierno federal.

## Población
El municipio de Sahuayo es el más poblado de la zona conurbada con 78 477 habitantes y 33 localidades, Jiquilpan cuenta con 36 158 habitantes y 34 localidades. Si se consideran también a los municipios de Venustiano Carranza y Villamar —como lo hace el gobierno del estado de Michoacán—, la población se incrementa un 34.4 % llegando a 153 968 habitantes.
| Municipio           | Población | Superficie (km²) | Densidad (hab/km²) |
| ------------------- | --------- | ---------------- | ------------------ |
| Sahuayo             | 78 477    | 128.1            | 612.6              |
| Jiquilpan           | 36 158    | 243.2            | 148.6              |
| Total federal       | 114 635   | 371.3            | 308.7              |
| Venustiano Carranza | 23 469    | 227.6            | 103.1              |
| Villamar            | 15 864    | 350.2            | 45.2               |
| Total estatal       | 153 968   | 949.1            | 162.2              |

### Localidades por población
Estos son los 10 principales núcleos de población de la zona conurbada de Sahuayo, incluyendo a los municipios de Venustiano Carranza y Villamar, cuyos datos están referidos al año 2020. 
|    | Localidad                  | Población | Municipio           |
| -- | -------------------------- | --------- | ------------------- |
| 1  | Sahuayo de Morelos         | 70 042    | Sahuayo             |
| 2  | Jiquilpan de Juárez        | 24 662    | Jiquilpan           |
| 3  | San Pedro Cahro            | 11 897    | Venustiano Carranza |
| 4  | La Palma                   | 3609      | Venustiano Carranza |
| 5  | Emiliano Zapata            | 3410      | Villamar            |
| 6  | Cumuatillo                 | 3068      | Venustiano Carranza |
| 7  | Villamar                   | 2978      | Villamar            |
| 8  | Fraccionamiento San Miguel | 2447      | Sahuayo             |
| 9  | El Platanal                | 2202      | Villamar            |
| 10 | Francisco Sarabia          | 2112      | Jiquilpan           |